# Jan Crutchfield
Jan Crutchfield (Paducah, 26 februari 1938 – Nashville, 1 november 2012) was een Amerikaans musicus. Hij was zanger en wordt vooral herinnerd als songwriter van countrymuziek.

## Biografie
Crutchfield volgde zijn broer Jerry aan het begin van de jaren zestig door ook van Kentucky naar Nashville in Tennessee te verhuizen. Zijn broer ontwikkelde zich daar tot een vooraanstaand producer en muziekuitgever. In de jaren zestig bracht hijzelf enkele singles uit en daarnaast schreef hij liedjes, alleen en samen, zoals met zijn broer Jerry, met Joe Allen en verschillende anderen.
De ster Faron Young had drie hits die door Crutchfield (mede) zijn geschreven, namelijk Down by the river (1962), We’ve got something in common (1963) en This little girl of mine (1972). De laatste werd ook nog opgenomen door Ferlin Husky en enkele andere artiesten. Perry Como had een kleine hit met Dream on little dreamer (1965) van zijn hand. De countryster Jack Greene had een nummer 1-hit met zijn nummer Statue of a fool (1969). Ook dit nummer werd verschillende malen gecoverd.
Lee Greenwood nam meerdere nummers van hem op, zoals She’s lying, Going, going, gone en It turns me inside out. De laatste werd in 1982 genomineerd als Song of the year door de Country Music Association. Ook werd het nummer gecoverd door verschillende andere sterren, zoals Conway Twitty (1982), The Cats (Third life, 1983), Willie Nelson (1984) en Kenny Rogers (1985).
Daarnaast waren er nog tal van andere artiesten die zijn nummers op de plaat zetten, zoals Barbara Fairchild, Barbara Mandrell, Ray Price, Charley Pride en Tanya Tucker.
Crutchfield overleed in november 2012 op 74-jarige leeftijd in het St. Thomas Hospital in Nashville.

## Singles
Hij bracht ook zelf verschillende singles uit. Hieronder volgt een selectie:
- 1962: Master puppetteer, als Jan Fields
- 1967: Front door, back door
- 1968: My heart is an open book
- 1968: Mama come and get your baby boy
- 1971: New Orleans in the rain

- MusicBrainz: d4b50afe-f42e-4949-b597-40b1d04b46cf
- Nationale Bibliotheek van Tsjechië: xx0078915
- Virtual International Authority File: 85820018